# نادي الاتحاد (العراق)
نادي الاتحاد الرياضي هو نادي رياضي عراقي، يقع مقره مدينة العشار، البصرة، تأسس الاتحاد عام 1937. يلعب في الدوري العراقي الدرجة الثالثة.

## الإنجازات

### وطني
- الدوري العراقي الدرجة الأولى
  - الفائز (1): 1980-81

## روابط خارجية
- نادي الاتحاد على Goalzz.com
- اتحاد أندية البصرة
- كأس حنا الشيخ